# Frederick Deacon
Frederick Deacon (gener de 1829 – octubre de 1875), fou un mestre d'escacs britànic.

## Resultats destacats en competició
Va guanyar un matx contra W. Gilby (2 - 1) i en va perdre un altre contra Charles Edward Ranken (0 - 2) a Londres 1851 (Provincial, el campió fou Samuel Boden). Deacon va guanyar també matxs contra Edward Löwe (7½ - 2½) el 1851, i Carl Mayet (5 - 2) el 1852. Va empatar contra l'americà Paul Morphy (1 - 1) el 1858.
Fou 2n, rere George Henry Mackenzie, a Londres 1862 (handicap), empatà a l'11è lloc a Londres 1862 (5è Congrés de la BCA, el campió fou Adolf Anderssen), i va perdre un matx contra Wilhelm Steinitz (1½ - 5½) a Londres 1863.